# 尾崎亜美
尾崎 亜美（おざき あみ、女性、本名：小原 美鈴、1957年〈昭和32年〉3月19日 - ）は、日本のシンガーソングライター。夫はミュージシャンの小原礼。

## 人物
京都府京都市北区出身。京都市立柏野小学校、京都市立衣笠中学校卒業。京都府立山城高校中退。高校の先輩に俳優の山城新伍がいる。血液型はB型。
松田聖子「天使のウィンク」「ボーイの季節」、杏里「オリビアを聴きながら」、観月ありさ 「伝説の少女」など、他のアーティストへの楽曲提供も多数手掛けている。
母の尾崎暁美は創作袋物作家。主に時代物の西陣織の帯を用いて袋物（ふくろもの）を制作し、各地で作品展を開いている。娘と共に2005年1月9日放送のテレビ朝日『グレートマザー物語』に出演した。映画評論家の田山力哉の姪と紹介されることもあったが誤りで、正確な関係は、田山が母方の大叔父の妻の甥であるという遠縁だった。

## 来歴
8歳でクラシック・ピアノを習い始める。16歳頃からポップミュージックに興味を持ち、アマチュアのサークルに参加、作詞作曲をするようになる。公式・処女作は「ひとりっこカバっこ」というタイトルで、これは後にNHKの子供番組『いないいないばあっ!』に起用された。ただし、尾崎自身によると真の処女作は（出身校・衣笠中学校の）「衣中音頭」である。
中学では演劇部の創部に参加した。演劇部の27年後輩に芥川賞作家の綿矢りさがいる。京都府立山城高校時代に、地元ラジオ局・近畿放送（現：京都放送）の公開オーディション番組「アクションヤング大丸」に他校の男子生徒と2人組で出場、司会の諸口あきらや審査員の東芝EMI（現：EMIミュージック・ジャパン）関係者に絶賛される。その後一時期、やしきたかじんのバックバンドでピアノを担当したこともある。
- 1976年、シングル「冥想」で東芝EMIよりデビュー。芸名の ″亜美″ はフランス語で ″友人″ を意味する ″ami(amie)″ に由来し、これは高校生の頃から「自分に子供が出来たら子供に付けようと思っていた名前」ということで、文字は左右対称の漢字を選んだという[3]。同年松任谷正隆プロデュースでアルバム『SHADY』を発表、ポスト・ユーミンの最右翼と呼ばれる。同年発表されたユーミン本人のアルバム『14番目の月』にコーラスとして参加。ユーミンとはデビュー時から現在まで40年以上の交流があり、実の妹のように可愛がられている。
- 1977年、3rdシングル「マイ・ピュア・レディ」が資生堂のCMに採用されヒット、一躍注目を浴びる。また、3月末から翌年3月末までラジオ「オールナイトニッポン」木曜日（金曜未明）第2部を担当している（なお、78年2月9日～3月23日までの放送は体調不良・入院のため休演し、3月30日に最終回として出演）。
- 1978年、南沙織に「春の予感‐I've been mellow‐」（資生堂CM曲、東京音楽祭ゴールデンカナリー賞作詞賞受賞）、杏里に「オリビアを聴きながら」、髙橋真梨子に「あなたの空を翔びたい」等をそれぞれ提供した。尚「春の予感‐I've been mellow‐」は編曲も担当し、同年発表の3rdアルバム『ストップモーション』からは自身でプロデュースも手がけるようになる。
- 1980年、レコード会社をキャニオン・レコード（現：ポニーキャニオン）に移籍、同年移籍第1弾シングル「21世紀のシンデレラ」（オリコン・シングルチャート：最高位56位）、アルバム『MERIDIAN-MELON』を発表する。
- 1981年、デイヴィッド・フォスターの編曲・TOTOのメンバー参加により、ロサンゼルスで録音された『HOT BABY』、同じくデイヴィッド・フォスターの編曲により、彼が連れてきたマイケル・ランドウらの腕利きミュージシャンによる国内録音の『Air Kiss』など、この年に2枚のアルバムを発表した。
- 1983年、小説「イノセント〜箱〜」を講談社より出版。
- 1985年、アルバム『10番目のミュー』で第27回日本レコード大賞優秀アルバム賞受賞。また、″パピ″ という名前で日清焼きそばU.F.O.のCM曲「Wuper Dancing」を発表している。
- 1988年、第9回日本作曲賞 優秀作曲者賞を受賞。
- 1989年、尾崎亜美としては一時休業を宣言。″桃姫″ という名前でシングル「桃源郷(PEACH PARADISE)からコンニチハ」（サントリーフルーツリキュール「ミス・ピーチ」CM曲）を発表。
- 1990年、活動を再開し、第1弾シングル「Endless Dream」を発表。

翌年3月にシングル「Southern Cross」と活動再開第1弾アルバム『Natural Agency』を同時リリース。また、1980年代にポニーキャニオンより発表されたオリジナルアルバムの再発売盤も同時にリリースされた。
- 同年7月、ディズニーの長編アニメーション作品「オリバー ニューヨーク子猫ものがたり」の日本語版吹き替えでリタ役を担当（劇中歌「Streets of Gold」も歌唱）。
- 1992年には ″桃姫BAND″ を結成（メンバー：鈴木茂、佐藤準、松武秀樹、小原礼、今剛、富田素弘、山木秀夫）し、シングル「Heart of Glass」（ブロンディ「ハート・オブ・グラス」のカバー。ノエビア・コスメティックルネッサンスCM曲）とカバーアルバム『初陣』発表。同年、平松愛理、崎谷健次郎と共に“HIRA^O SAKI”というスペシャルユニットを結成し、シングル・アルバム『My Best Friends』を発表。翌年には再び桃姫BANDとして映画「教祖誕生」主題歌の「神様お願い」（テンプターズ「神様お願い!」のカバー）を発表している。
- 1997年、東芝EMIに復帰。また、元サディスティック・ミカ・バンドのベーシスト小原礼と結婚する。結婚式の時、牧師が欠席のため聖飢魔IIのデーモン小暮が司式をする。
- 1998年、第5回日本プロ音楽録音大賞 ポップ・ロック部門大賞を「Joyful Joyful」（アルバム『SPECIAL』収録）で受賞。
- 2000年、鈴木茂、小原礼とユニット「The DELTA-WING」を結成。アルバム『THE DELTA-WING I』を発表。
- 2001年、デビュー25周年を迎え、それを記念に東芝EMI・ポニーキャニオンよりベスト・アルバム『Amii-versary』と、幅広い交友を示すように細野晴臣、高橋幸宏、大貫妙子、杏里、奥田民生、福山雅治、デーモン小暮閣下等をゲストに迎え制作されたアルバム『Amii-Phonic』（フォーライフレコード）を同時リリース。
- 2002年、宇崎竜童率いる新竜童組のメンバーとして曽根崎心中ROCKに参加。キーボードとお初役を担当する。また、ファン投票により選ばれた楽曲をピアノ弾き語りで披露したアルバム『PIA NOIR』をBMGファンハウス（現：アリオラジャパン）より発表。
- 2004年、コロムビアミュージックエンタテインメント（現：日本コロムビア）に移籍し、アルバム『おもてなし。』を発表。
- 2005年には女子サッカーなでしこリーグのチームTEPCOマリーゼのオフィシャルソング「戦う翼」を発表した。
- 2006年、デビュー30周年を迎える。2月22日、記念アルバム『三重マル』を発表。同日、クラシックの殿堂として知られる東京文化会館の小ホールで行われた『Popular Week LIVE in 東京文化会館』に出演し、これが同会館45年目にして初のポピュラー音楽のステージとなる。また、4月から9月まで、大阪放送（ラジオ大阪）「Music Cafe いいおとな」金曜を担当した。
- 2007年、プロ並みの料理の腕前を生かし、料理本「尾崎亜美のうちごはん」を講談社より出版。8月7日、自身初のホテルでのディナーライブに出演（グランドプリンスホテル赤坂）。9月23日、伊勢正三プロデュースの秋フェス、大山ミュージックリゾート in花回廊2007（とっとり花回廊）に、夫の小原礼と共に出演。
- 2008年、北名古屋市の委嘱により「北名古屋音頭」を制作、自らの歌唱による録音も行われ、市役所でCDが有料頒布された。8月にはキリンビール「秋味」のCMソング（曲名不明）を発表した。
- 2009年、4月オフィシャルサイトオープンと同時にブログも開始。また、BS11にて夫の小原礼とともに案内役を務める音楽番組『MUSICA〜音のおもてなし〜』も開始（2012年3月まで）。さらに29日にはソニーからセルフカバーアルバム『ReBORN』を発表。これに先立つ22日には初期東芝EMI時代のアルバム5作が紙ジャケで再発、レコード会社跨りのベスト盤と提供曲集の2枚組『Amii In The Box』の発売と、空前のCDリリースラッシュとなる。
- 2011年、デビュー35周年を迎える。NHK「ラジオ深夜便」の7月 - 9月「深夜便のうた」として「愛のはじまり」を制作、番組内で放送されるとともに独自レーベル ″BABOO BABE RECORDS″ より9月21日にシングルとして発売（通信販売とライブ会場のみ限定発売）。
- 2012年、テイチクエンタテインメントへ移籍し2月22日、35周年記念アルバム『soup』を発表。36周年の直前の発表となったのは、東日本大震災の発災を受けて既に制作途上だったアルバムの構想を見直し、新たな曲の追加制作などを行ったためという。
- 2013年、音楽と食のコラボレーション企画「しあわせな食卓」をホテルグリーンプラザ全国5カ所で開催。ライブと食事及び宿泊がセットになった企画で、ライブ前の食事には尾崎亜美レシピによる料理も提供された。また2014年にかけてポニーキャニオン時代のアルバムのうちLPレコード盤で発売された13作品が紙ジャケで再発された。
- 2016年、デビュー40周年を記念したベストアルバム『My Songs for You 尾崎亜美 40th Anniversary BEST』と、オリジナルアルバム『S-mile 40th Amii-versary』を発売。  記念コンサートを東名阪で行う。
- 2019年2月6日、Twitterアカウント (@amii_ozaki) でツイートを開始。この日からの累積日数や日々の様子などを投稿している。
- 2019年3月、南佳孝とジョイントコンサートを行った[4]。

## ディスコグラフィ

### シングル
| #                                                  | 発売日            | タイトル                                | B面                                                                         | 規格              | 規格品番          |
| 東芝EMI / EXPRESS                                  | 東芝EMI / EXPRESS | 東芝EMI / EXPRESS                       | 東芝EMI / EXPRESS                                                           | 東芝EMI / EXPRESS | 東芝EMI / EXPRESS |
| -------------------------------------------------- | ----------------- | --------------------------------------- | --------------------------------------------------------------------------- | ----------------- | ----------------- |
| 1st                                                | 1976年3月20日     | 冥想                                    | 冬のポスター                                                                | EP                | ETP-10300         |
| 2nd                                                | 1976年11月20日    | 旅                                      | 偶然                                                                        | EP                | ETP-10128         |
| 3rd                                                | 1977年2月5日      | マイ・ピュア・レディ                    | サンライト                                                                  | EP                | ETP-10166         |
| 4th                                                | 1977年7月20日     | 初恋の通り雨                            | さよならを言うために                                                        | EP                | ETP-10262         |
| 5th                                                | 1978年2月20日     | ストップモーション                      | ラストキッス                                                                | EP                | ETP-10371         |
| 6th                                                | 1978年6月20日     | 嵐を起こして                            | 来夢来人                                                                    | EP                | ETP-10427         |
| 7th                                                | 1978年10月20日    | あなたはショッキングシャイン            | 私は愛を唄わない                                                            | EP                | ETP-10508         |
| 8th                                                | 1979年2月20日     | ジェシー                                | 回転木馬                                                                    | EP                | ETP-10540         |
| 9th                                                | 1979年6月20日     | スローダンシング                        | 心にメイクアップ                                                            | EP                | ETP-10598         |
| キャニオン・レコード / F-LABEL                     |                   |                                         |                                                                             |                   |                   |
| 10th                                               | 1980年6月1日      | 21世紀のシンデレラ                      | CINEMATIC DOLL                                                              | EP                | F-261             |
| 11th                                               | 1980年11月5日     | 蒼夜曲 セレナーデ                       | SWEET CHRISTMAS SONG                                                        | EP                | 7A-0028           |
| 12th                                               | 1981年5月5日      | Love Is Easy                            | My Shiny Town                                                               | EP                | 7A-0075           |
| 13th                                               | 1981年12月5日     | Deep                                    | 海(女)〜空(男)へ                                                            | EP                | 7A-0124           |
| 14th                                               | 1982年5月21日     | My Song for You                         | Foggy Night                                                                 | EP                | 7A-0177           |
| 15th                                               | 1982年12月5日     | I'm A Lady Tiger                        | It's Easy If You Try                                                        | EP                | 7A-0239           |
| 16th                                               | 1983年4月21日     | Thrill In The Night 〜天使のように〜    | 舞夢                                                                        | EP                | 7A-0278           |
| 17th                                               | 1983年6月5日      | 愛に恋 Love Is Gonna Get You            | Tender Light                                                                | EP                | 7A-0289           |
| 18th                                               | 1984年7月21日     | 恋するマリンパーク                      | 月の浜辺 〜マヤマヤ・ビーチ〜                                               | EP                | 7A-0405           |
| 19th                                               | 1984年9月21日     | Judy                                    | 鉄の女                                                                      | EP                | 7A-0421           |
| 20th                                               | 1986年11月21日    | そっと ″I Love You″                     | Air Mail                                                                    | EP                | 7A-0661           |
| ポニーキャニオン / F-LABEL                         |                   |                                         |                                                                             |                   |                   |
| 21st                                               | 1987年10月5日     | Rainbow Tree                            | 時の子守唄                                                                  | EP                | 7A-0778           |
| 22nd                                               | 1988年1月21日     | 悲しみはBEATに変えて 〜Rise and Shine〜 | 世界中の羊数えさせないで                                                    | EP                | 7A-0808           |
| 22nd                                               | 1988年2月21日     | 悲しみはBEATに変えて 〜Rise and Shine〜 | 世界中の羊数えさせないで                                                    | 8cmCD             | S10A-0001         |
| 23rd                                               | 1988年11月21日    | 雨は止まない                            | Angel Comes Along (天使が帰ってきた夜)                                      | EP                | 7A-0930           |
| 23rd                                               | 1988年11月21日    | 雨は止まない                            | Angel Comes Along (天使が帰ってきた夜)                                      | 8cmCD             | S10A-0219         |
| 24th                                               | 1990年8月21日     | Endless Dream                           | Endless Dream (オリジナルカラオケ)                                          | 8cmCD             | PCDA-00107        |
| 25th                                               | 1991年3月13日     | Southern Cross                          | Southern Cross (オリジナルカラオケ)                                         | 8cmCD             | PCDA-00163        |
| 26th                                               | 1992年3月21日     | Walking In The Rain                     | 伝説の少女                                                                  | 8cmCD             | PCDA-00293        |
| 27th                                               | 1993年5月21日     | 時の振り子を止めてごらん                | グルメ天国                                                                  | 8cmCD             | PCDA-00448        |
| 28th                                               | 1994年2月19日     | VOICE                                   | 風のNative Land                                                             | 8cmCD             | PCDA-00540        |
| 29th                                               | 1994年11月2日     | 泣きたいような気分で                    | Invitation Card                                                             | 8cmCD             | PCDA-00667        |
| 30th                                               | 1995年5月19日     | 衝撃のベクトル                          | Amaranth                                                                    | 8cmCD             | PCDA-00728        |
| 東芝EMI / TM FACTORY                               |                   |                                         |                                                                             |                   |                   |
| 31st                                               | 1997年2月19日     | 奇蹟                                    | 宝島                                                                        | 8cmCD             | TODT-3901         |
| 32nd                                               | 1998年5月8日      | 愛の構造                                | Let's Imagine                                                               | 8cmCD             | TODT-5146         |
| 33rd                                               | 1998年8月7日      | 明日はきっと晴れるだろう                | Lead The Way To Love (English Version)                                      | 8cmCD             | TODT-5184         |
| 34th                                               | 1999年7月16日     | I Wanna Do More                         | Should I Do?                                                                | 8cmCD             | TODT-5327         |
| コロムビアミュージックエンタテインメント / PASSION |                   |                                         |                                                                             |                   |                   |
| 35th                                               | 2005年6月22日     | 戦う翼                                  | - 戦う翼 (カラオケ・バージョン) - 戦う翼 (インストゥルメンタル・バージョン) | Maxi              | COCA-15772        |
| 36th                                               | 2005年11月23日    | 待っていてね/Magical Way/Guardian Star  |                                                                             | Maxi              | COCA-15818        |
| BABOO BABE RECORDS                                 |                   |                                         |                                                                             |                   |                   |
| 37th                                               | 2011年9月21日     | 愛のはじまり                            | 愛のはじまり (Instrumental)                                                 | Maxi              | BBR-0145          |

#### 非売品シングル
| 発表   | タイトル        | B面    | 規格   | 規格品番 |
| SUZUYA | SUZUYA          | SUZUYA | SUZUYA | SUZUYA   |
| ------ | --------------- | ------ | ------ | -------- |
| 1979年 | キラメキFeeling |        | EP     | SZ-7911  |

#### その他名義
パピ
1. Wuper Dancing/Wuper Dancing（パピ語）（1985、ポニーキャニオン）
2. ポンキッキ?（ハテナ）たいそう〜?（ハテナ）の国から〜（1985年、ポニーキャニオン）規格品番：6G0076

桃姫
1. 桃源郷(Peach Paradise)からコンニチハ（1989年12月9日、ポニーキャニオン）

桃姫BAND
1. Heart Of Glass（1992年7月7日、ポニーキャニオン）
2. 神様お願い/Highway Star（1993年11月3日、ポニーキャニオン）

HIRA^O SAKI（平松愛理、尾崎亜美、崎谷健次郎）
1. My Best Friends（1992年、シングル・アルバムで発売、ポニーキャニオン）

### アルバム

#### オリジナル・アルバム
|                                                     | 発売日            | タイトル                     | 規格              | 規格品番          |
| 東芝EMI / EXPRESS                                   | 東芝EMI / EXPRESS | 東芝EMI / EXPRESS            | 東芝EMI / EXPRESS | 東芝EMI / EXPRESS |
| --------------------------------------------------- | ----------------- | ---------------------------- | ----------------- | ----------------- |
| 1st                                                 | 1976年8月5日      | SHADY                        | LP                | ETP-72187         |
| 1st                                                 | 1976年8月5日      | SHADY                        | CT                | ZA-1587           |
| 2nd                                                 | 1977年6月5日      | MIND DROPS                   | LP                | ETP-72245         |
| 2nd                                                 | 1977年6月5日      | MIND DROPS                   | CT                | ZA-1630           |
| 3rd                                                 | 1978年7月5日      | STOP MOTION                  | LP                | ETP-80022         |
| 3rd                                                 | 1978年7月5日      | STOP MOTION                  | CT                | ZT25-257          |
| 4th                                                 | 1978年11月5日     | PRISMY                       | LP                | ETP-80050         |
| 4th                                                 | 1978年11月5日     | PRISMY                       | CT                | ZT25-295          |
| 5th                                                 | 1979年10月5日     | LITTLE FANTASY               | LP                | ETP-80105         |
| 5th                                                 | 1979年10月5日     | LITTLE FANTASY               | CT                | ZT25-463          |
| キャニオン・レコード / F-LABEL                      |                   |                              |                   |                   |
| 6th                                                 | 1980年9月6日      | MERIDIAN-MELON               | LP                | C25A-0112         |
| 6th                                                 | 1980年9月6日      | MERIDIAN-MELON               | CT                | 25P-7170          |
| 7th                                                 | 1981年5月5日      | HOT BABY                     | LP                | C28A-0163         |
| 7th                                                 | 1981年5月5日      | HOT BABY                     | CT                | 28P-6060          |
| 8th                                                 | 1981年12月5日     | Air Kiss                     | LP+EP             | C28A-0203         |
| 8th                                                 | 1981年12月5日     | Air Kiss                     | CT                | 28P-6121          |
| 9th                                                 | 1982年11月5日     | Shot                         | LP                | C28A-0246         |
| 9th                                                 | 1982年11月5日     | Shot                         | CT                | 28P-6193          |
| 10th                                                | 1983年8月21日     | MIRACLE                      | LP                | C28A-0287         |
| 10th                                                | 1983年8月21日     | MIRACLE                      | CT                | 28P-6253          |
| 10th                                                | 1983年12月5日     | MIRACLE                      | CD                | D35A-0029         |
| 11th                                                | 1984年9月21日     | Plastic Garden               | LP                | C28A-0362         |
| 11th                                                | 1984年9月21日     | Plastic Garden               | CT                | 28P-6357          |
| 11th                                                | 1984年9月21日     | Plastic Garden               | CD                | D38A-0042         |
| 12th                                                | 1985年9月18日     | 10番目のミュー               | LP                | C28A-0432         |
| 12th                                                | 1985年9月18日     | 10番目のミュー               | CT                | 28P-6465          |
| 12th                                                | 1985年9月18日     | 10番目のミュー               | CD                | D32A-0112         |
| 13th                                                | 1986年10月21日    | Kids                         | LP                | C28A-0521         |
| 13th                                                | 1986年10月21日    | Kids                         | CT                | 28P-6593          |
| 13th                                                | 1986年10月21日    | Kids                         | CD                | D32A-0235         |
| 14th                                                | 1987年9月21日     | 時間地図                     | LP                | C28A-0594         |
| 14th                                                | 1987年9月21日     | 時間地図                     | CT                | 28P-6723          |
| 14th                                                | 1987年9月21日     | 時間地図                     | CD                | D32A-0313         |
| ポニーキャニオン / F-LABEL                          |                   |                              |                   |                   |
| 15th                                                | 1988年12月7日     | Dinner's Ready               | LP                | C28A-0682         |
| 15th                                                | 1988年12月7日     | Dinner's Ready               | CT                | 28P-6859          |
| 15th                                                | 1988年12月7日     | Dinner's Ready               | CD                | D32A-0410         |
| 16th                                                | 1991年3月13日     | Natural Agency               | CD                | PCCA-00230        |
| 16th                                                | 1991年3月13日     | Natural Agency               | CT                | PCTA-00083        |
| 17th                                                | 1993年6月2日      | 月の魔法                     | CD                | PCCA-00457        |
| 18th                                                | 1994年11月18日    | TOPAZ                        | CD                | PCCA-00686        |
| 東芝EMI / TM FACTORY                                |                   |                              |                   |                   |
| 19th                                                | 1997年3月26日     | WI2SH                        | CD                | TOCT-9832         |
| 20th                                                | 1998年5月27日     | Arrows In My Eyes            | CD                | TOCT-10268        |
| フォーライフ・レコード                              |                   |                              |                   |                   |
| 21st                                                | 2001年8月22日     | Amii-Phonic                  | CD                | FLCF-3874         |
| コロムビアミュージックエンタテインメント            |                   |                              |                   |                   |
| 22nd                                                | 2006年2月22日     | 三重マル                     | CD                | COCP-33415        |
| テイチクエンタテインメント / コンチネンタル・スター |                   |                              |                   |                   |
| 23rd                                                | 2012年2月22日     | soup                         | CD+DVD            | TECG-38061        |
| 日本クラウン                                        |                   |                              |                   |                   |
| 24th                                                | 2016年5月25日     | S-mile 〜40th Amii-versary〜 | CD                | CRCP-40458/9      |
| 日本クラウン / PANAM                                |                   |                              |                   |                   |
| 25th                                                | 2021年9月15日     | Bon appetit                  | CD                | CRCP-20577        |

#### ミニ・アルバム
|                                                    | 発売日                                             | タイトル                                           | 規格                                               | 規格品番                                           |
| コロムビアミュージックエンタテインメント / PASSION | コロムビアミュージックエンタテインメント / PASSION | コロムビアミュージックエンタテインメント / PASSION | コロムビアミュージックエンタテインメント / PASSION | コロムビアミュージックエンタテインメント / PASSION |
| -------------------------------------------------- | -------------------------------------------------- | -------------------------------------------------- | -------------------------------------------------- | -------------------------------------------------- |
| 1st                                                | 2004年9月29日                                      | おもてなし。                                       | CD                                                 | COCP-32916                                         |
| 日本クラウン                                       |                                                    |                                                    |                                                    |                                                    |
| 2nd                                                | 2018年1月17日                                      | Life Begins at 60                                  | CD                                                 | CRCP-40541                                         |

#### セルフカバー・アルバム
|                                | 発売日                         | タイトル                       | 規格                           | 規格品番                       |
| キャニオン・レコード / F-LABEL | キャニオン・レコード / F-LABEL | キャニオン・レコード / F-LABEL | キャニオン・レコード / F-LABEL | キャニオン・レコード / F-LABEL |
| ------------------------------ | ------------------------------ | ------------------------------ | ------------------------------ | ------------------------------ |
| 1st                            | 1983年12月5日                  | POINTS                         | LP                             | C28A-0310                      |
| 1st                            | 1983年12月5日                  | POINTS                         | CT                             | 28P-6285                       |
| 1st                            | 1984年9月21日                  | POINTS                         | CD                             | D35A-0039                      |
| 2nd                            | 1986年3月5日                   | POINTS-2                       | LP                             | C28A-0472                      |
| 2nd                            | 1986年3月5日                   | POINTS-2                       | CT                             | 28P-6512                       |
| 2nd                            | 1986年3月5日                   | POINTS-2                       | CD                             | D32A-0164                      |
| ポニーキャニオン / F-LABEL     |                                |                                |                                |                                |
| 3rd                            | 1988年2月21日                  | lapis lazuli                   | LP                             | C28A-0622                      |
| 3rd                            | 1988年2月21日                  | lapis lazuli                   | CT                             | 28P-6779                       |
| 3rd                            | 1988年2月21日                  | lapis lazuli                   | CD                             | D32A-0348                      |
| 4th                            | 1992年3月21日                  | POINTS-3                       | CD                             | PCCA-00357                     |
| BMGファンハウス                |                                |                                |                                |                                |
| 5th                            | 2002年11月6日                  | PIA NOIR                       | CD                             | BVCS-27019                     |
| Sony Music Direct / GT music   |                                |                                |                                |                                |
| 6th                            | 2009年4月29日                  | ReBORN                         | CD                             | MHCL-1499                      |

#### カバー・アルバム
|                      | 発売日               | タイトル             | 規格                 | 規格品番             |
| 東芝EMI / TM FACTORY | 東芝EMI / TM FACTORY | 東芝EMI / TM FACTORY | 東芝EMI / TM FACTORY | 東芝EMI / TM FACTORY |
| -------------------- | -------------------- | -------------------- | -------------------- | -------------------- |
| 1st                  | 1997年11月19日       | SPECIAL              | CD                   | TOCT-9997            |

#### リミックス・アルバム
|                            | 発売日                     | タイトル                   | 規格                       | 規格品番                   |
| ポニーキャニオン / F-LABEL | ポニーキャニオン / F-LABEL | ポニーキャニオン / F-LABEL | ポニーキャニオン / F-LABEL | ポニーキャニオン / F-LABEL |
| -------------------------- | -------------------------- | -------------------------- | -------------------------- | -------------------------- |
| 1st                        | 1988年6月21日              | AMII RE-MIX WORLD          | CD                         | D15A-0375                  |
| 1st                        | 1988年6月21日              | AMII RE-MIX WORLD          | CT                         | 12P-12002                  |

#### サウンドトラック
|                            | 発売日                     | タイトル                   | 規格                       | 規格品番                   |
| ポニーキャニオン / F-LABEL | ポニーキャニオン / F-LABEL | ポニーキャニオン / F-LABEL | ポニーキャニオン / F-LABEL | ポニーキャニオン / F-LABEL |
| -------------------------- | -------------------------- | -------------------------- | -------------------------- | -------------------------- |
| 1st                        | 1989年4月21日              | プリズム・シーズン         | CD                         | D22A-1010                  |

#### コンピレーション
|                  | 発売日           | タイトル                   | 規格             | 規格品番         |
| ポニーキャニオン | ポニーキャニオン | ポニーキャニオン           | ポニーキャニオン | ポニーキャニオン |
| ---------------- | ---------------- | -------------------------- | ---------------- | ---------------- |
| #                | 2025年3月26日    | TWIN-SONGs〜尾崎亜美作品集 | CD2枚組          | PCCA-06379       |

#### ベスト・アルバム
1. 『BEST SELECTION』（1984年12月5日、キャニオン・レコード）
2. 『THE BEST』（1985年12月5日、キャニオン・レコード）
3. 『ベスト・ナウ』（1985年12月21日、東芝EMI）
4. 『CUSTOM SERIES』（1986年6月21日、キャニオン・レコード）
5. 『SUPER BEST』（1987年1月21日、ポニー）
6. 『AMII CM NETWORK』（1987年12月16日、ポニーキャニオン）
7. 『アーリー・尾崎亜美』（1989年4月26日、東芝EMI）
8. 『Big Artist Best Collection 尾崎亜美』（1989年7月12日、東芝EMI）
9. 『尾崎亜美 BEST』（1991年11月21日、ポニーキャニオン）
10. 『AMII'S BEST』（1994年8月19日、ポニーキャニオン）
11. 『SUPER POINTS』（1996年3月21日、ポニーキャニオン）
12. 『TWIN BEST』（1996年11月27日、東芝EMI）
13. 『Anthology』（1999年3月17日、ポニーキャニオン）
14. 『Amii-versary TOSHIBA EMI EDITION』（2001年8月22日、東芝EMI）
15. 『Amii-versary PONY CANYON EDITION』（2001年8月22日、ポニーキャニオン）
16. 『GOLDEN☆BEST 尾崎亜美』（2002年6月19日、東芝EMI）
17. 『NEW BEST 1500』（2005年8月24日、東芝EMI）
18. 『Amii In The Box』（2009年4月22日、EMIミュージック・ジャパン）
19. 『尾崎亜美 BEST COLLECTION』（2009年11月18日、ポニーキャニオン）
20. 『尾崎亜美 ゴールデン☆ベスト』（2011年2月16日、ポニーキャニオン）
21. 『ザ・プレミアムベスト 尾崎亜美』（2013年5月15日、ポニーキャニオン）
22. 『Light Mellow 尾崎亜美』（2014年8月6日、ユニバーサルミュージック）
23. 『Light Mellow 尾崎亜美 80's』（2014年9月17日、ポニーキャニオン）
24. 『My Songs for You 尾崎亜美 40th Anniversary BEST』（2016年4月20日、ポニーキャニオン）
25. 『エッセンシャル・ベスト 1200 尾崎亜美』（2018年3月21日、ユニバーサルミュージック）

#### CD BOX
1. 『AMII OZAKI EARLY YEARS ALBUM BOX』（2021年12月15日、ユニバーサルミュージック）

### その他名義
桃姫BAND
1. 『初陣』（1992年12月2日、ポニーキャニオン）
  - （count down to ecstasy/BORN TO BE WILD//HIGHWAY STAR/HEART OF GLASS/SOMEBODY TO LOVE/NEVER MY LOVE/HOT STUFF/OLD FASHIONED LOVE SONG/ROCK AND ROLL）

アルバム『コスメティック ルネッサンス〜ノエビアCM HITS!〜』（2003年2月、ドリーミュージック　M-10　HEART OF GLASS）
The DELTA-WING
1. 『THE DELTA-WING I』（2000.10.21、OAKrecords/オーマガトキ）
  - （BENGAL BAMBOO BABE〜It's My Turn/I'm Looking For The Door/Lucky Day/砂の城/TIDE WAY/Behind The Music/風のメッセージ/Shake It/SOLDIER/delta-wing）

### タイアップ
| 曲名                                   | タイアップ                                                                 | 収録作品                                           |
| -------------------------------------- | -------------------------------------------------------------------------- | -------------------------------------------------- |
| マイ・ピュア・レディ                   | 資生堂『スプレンス』イメージソング                                         | シングル「マイ・ピュア・レディ」                   |
| My Song for You                        | カルピス CFソング                                                          | シングル「My Song for You」                        |
| My Song for You                        | 大京ライオンズマンション CFソング                                          | シングル「My Song for You」                        |
| Thrill In The NIght〜天使のように〜    | 小説『イノセント〜箱〜』イメージソング                                     | シングル「Thrill In The NIght〜天使のように〜」    |
| そっと“I Love You”                     | 日立ルームエアコン『白くまくん』CMイメージソング                           | シングル「そっと“I Love You”」                     |
| Rainbow Tree                           | 日立ルームエアコン『白くまくん』CMイメージソング                           | シングル「Rainbow Tree」                           |
| 悲しみはBEATに変えて〜Rise and Shine〜 | フジテレビ系放映アニメ『陽あたり良好!』オープニング・テーマソング          | シングル「悲しみはBEATに変えて〜Rise and Shine〜」 |
| 世界中の羊数えさせないで               | フジテレビ系放映アニメ『陽あたり良好!』エンディング・テーマソング          | シングル「悲しみはBEATに変えて〜Rise and Shine〜」 |
| Endless Dream                          | NHK『子どもパビリオン』エンディングテーマソング                            | シングル「Endless Dream」                          |
| Walking In The Rain                    | マクドナルドCMイメージソング                                               | シングル「Walking In The Rain」                    |
| Walking In The Rain                    | 日本テレビ系『ダウンタウンのガキの使いやあらへんで!』エンディングテーマ    | シングル「Walking In The Rain」                    |
| VOICE                                  | NHK『人形歴史スペクタクル 平家物語』テーマソング                           | シングル「VOICE」                                  |
| 風のNative Land                        | 第11回全国都市緑化きょうとフェア イメージソング                            | シングル「VOICE」                                  |
| 衝撃のベクトル                         | ナリス化粧品『LASARA』イメージソング                                       | シングル「衝撃のベクトル」                         |
| Amaranth                               | 大京建設ライオンズマンション CF曲                                          | シングル「衝撃のベクトル」                         |
| 奇蹟                                   | 大京建設ライオンズマンション TV-CFソング                                   | シングル「奇蹟」                                   |
| 明日はきっと晴れるだろう               | TBS系『炸裂!スポーツパワー』エンディングテーマ                             | シングル「明日はきっと晴れるだろう」               |
| I Wanna Do More                        | テレビアニメ『魔法使いTai!』オープニングテーマ                             | シングル「I Wanna Do More」                        |
| Should I Do?                           | テレビアニメ『魔法使いTai!』エンディングテーマ                             | シングル「I Wanna Do More」                        |
| 戦う翼                                 | Mareeze オフィシャル・チーム・ソング                                       | シングル「戦う翼」                                 |
| やわらかなチカラ                       | 大同生命 TV-CMソング                                                       | ミニ・アルバム『おもてなし。』                     |
| 待っていてね                           | NHK連続ドラマ『どんまい!』主題歌                                           | シングル「待っていてね/Magical Way/Guardian Star」 |
| Magical Way                            | ABC・テレビ朝日系『にっぽん菜発見 そうだ、自然に帰ろう』エンディングテーマ | シングル「待っていてね/Magical Way/Guardian Star」 |
| Guardian Star                          | よみうりテレビ系アニメ『エンジェル・ハート』挿入歌                         | シングル「待っていてね/Magical Way/Guardian Star」 |
| 愛のはじまり                           | NHKラジオ『ラジオ深夜便』「深夜便のうた」2011年7月〜9月度使用曲            | シングル「愛のはじまり」                           |

## 主な提供曲
- 相田翔子「1秒だけの奇蹟」（作詞・作曲）
- 浅野ゆう子「もどかしい夢」（作詞・作曲）
- 安達祐実「胸のリボンを結ぼう」（作詞・作曲）
- ANNA「Let's Imagine」（作詞・作曲）
- 杏里「オリビアを聴きながら」「中国人形」「コルドバの踊り子」「スリップ アウェイ」「ブルー・ムーン」「地中海ドリーム」「ときめき」「涙を海に返したい」「インスピレーション」「遠い日のイマージュ」（作詞・作曲）
- 石田ひかり　「二人の関係」（作曲）
- 石嶺聡子 「私がいる」「夢の続きはLove song」（作詞・作曲）
- 伊東ゆかり「テンダーレイン」「うしろすがた」（作詞・作曲）
- 稲垣潤一「Tea For Two」（日本語詞）
- 岩男潤子 「運命のエントランス」「追憶のエチュード」（作詞・作曲・編曲）
- 岩崎良美「ごめんねDarling」「化粧なんて似合わない」「Baby Love」「Hurry Up」「ふれて風のように」「月の浜辺」「who!」「save me...お願い」（作詞・作曲）
- ウーパールーパー&チェイン「ウーパー・ダンシング」（作詞・作曲）
- WITH YOU 「真冬の流れ星」（作詞・作曲）
- 上田浩恵 「ソロサピエンス」「夢追いスナイパー」（作曲）
- 宇都宮隆「境界線を引いたのは僕だ」（作詞・作曲）
- 江原啓之「I'm singing a song」（作詞・作曲）
- 岡田有希子 「二人だけのセレモニー」「風の魔法で…」（作曲）「Summer Beach」（作詞・作曲）
- 岡本舞子 「憶病なヴィーナス」「無防備なあいつ」（作詞・作曲）「夜のアリア 〜Star Light Dreaming〜」「100What ☆ ?! Girl」（作曲）
- 小野真弓 「シーソー」「未・来・形」（作詞・作曲・編曲）
- 金井夕子「パステル ラヴ」「パーフェクトゲーム」「ジャスト フィーリング」「揺れるさざなみ」「Squall」「See You Again」「午前0時のヒロイン」「ラストシーン」「マヤマヤ ビーチ」「パ・ル・ラ」「海(女)〜空(男)へ」「銀幕の恋人」（作詞・作曲）
- 神谷明 「太陽の涙」（作詞・作曲）
- 加茂晴美「小さなすれ違い」「ドリーミング・フライト」（作詞・作曲）
- 河合奈保子「微風のメロディー」「プリズム・ムーン」「Birthday Night」（作詞・作曲）
- 川上麻衣子 「感傷」「電話の前でパントマイム」（作詞・作曲）
- 来生たかお 「Green Door」（作詞）
- 桑江知子「アルファルド」「ジャマイカ タウン」（作詞・作曲）
- 桑名正博 「Lady Sniper」「生まれたてのイヴになれ」（作詞・作曲）
- 香坂みゆき「生活の設計」（作曲）
- 酒井法子 「Love Letter」（作詞・作曲）「想い出に帰りたい」（作曲）
- 榊原郁恵「風を見つめて」「ひとりぼっちのクリスマスソング」「三月のメロディー」「レイニー・ガール」（作詞・作曲）
- 佐倉しおり「C’est moi（セモワ）」（作曲）
- 桜田淳子 「LADY」「あなたは魔術師（YOU’RE A MAGICIAN）」（作詞・作曲）
- 志村香 「曇り、のち晴れ」（作詞・作曲）
- Skr@tch 「Process」（作詞・作曲）
- STEP! 「水のように跳ねる魚のように」（作詞・作曲）
- 髙橋真梨子「あなたの空を翔びたい」「Heart & Hard 〜時には強く時には優しく〜」「SOUVENIR」「漂流者へ」「chess」「stop my love」（作詞・作曲）
- 高満洋子 「一秒の記憶」（作曲）
- chay「To Shining Shining Days」（作詞・作曲）
- デーモン小暮 「逃げ遅れたNightmare」（作詞・作曲）
- 中島愛 「ありがとう」（作詞・作曲）
- 中村あゆみ「星のささやき」（作曲）
- 中村雅俊「優しさの街角」「Pop Candy」「樹里亜」「ホンキー・トンク・ラブ」（作詞・作曲）
- 中村容子 「ハートの色は海の色」（作詞・作曲）「セクシーキャットを手なづけて」（作曲）
- 中森明菜 「easy」「バレリーナ」（作詞・作曲）
- 西田ひかる 「月夜の人魚（マーメイド）」（作詞・作曲）「自分らしくなれる場所」（作曲）
- 新田恵利 「内緒で浪漫映画（ラヴ・ストーリー）」（作曲）
- 野田幹子 「With You」（作詞・作曲）
- のん 「スケッチブック」（作詞・作曲・編曲）
- ハイ・ファイ・セット 「流れ星」「rain walts and loving you」（作詞・作曲）
- 原田知世 「もう妖精じゃない」（作詞・作曲）
- 光GENJI「最後のGood Night（佐藤敦啓）」「エナジーは止まらない」（作詞・作曲）
- 一十三十一「プラチナ」（作曲）
- 平原綾香「真水の涙」作詞・作曲（2016年） - アルバム「LOVE」収録[6]
- 広瀬倫子「月を見つめて哭いた」（作詞・作曲・編曲）
- 藤崎詩織（金月真美） 「風と一緒に行こう」（作詞・作曲）
- 藤田恵美「潮騒」（作詞・作曲）
- 堀ちえみ 「素敵な休日」（作曲）
- 松井常松 「shadow of the moon」（作曲）
- 松田聖子「天使のウィンク」「ボーイの季節」「夏の幻影」（作詞・作曲）「いそしぎの島」（作曲）
- 松平健 「boyと呼ばれた頃に」（作詞）
- 松本伊代「時に愛は」「真珠のイヤリング」「恋のKNOW-HOW」「Sugar Rain」「ギヤマンドール」「風にのった日」「（浮気な）Charlie」「流れ星が好き」「シャイネスボーイ」「冒険少年への誘い」「上海湾物語」「私の声を聞いて」（作詞・作曲）
- 松本典子 「パステルラブ」（作詞・作曲）
- 魔法使い隊（小西寛子・飯塚雅弓・岩男潤子）「Over the rainbow」（作詞・作曲）
- 真璃子 「VENUS」（作詞・作曲）「届かなかったAIRMAIL」「夢を叶えて」「ルーレット」「小さなオルゴール」（作曲）
- 観月ありさ 「伝説の少女」「鏡の中のUTOPIA」「風の中で」「Graduation〜扉を抜けて〜」（作詞・作曲）「True」「Jewel」（作詞・作曲・編曲）
- 南沙織「春の予感 -I've been mellow-」「もどかしい夢」（作詞・作曲）
- 南翔子「恋は行方不明」（作詞・作曲）
- myu:「そばにいるから～Don't Worry Now～」「the world is all changing」「I'm singing a wrog song」（作詞・作曲・編曲）
- 薬師丸ひろ子「雨は止まない」（作詞・作曲）
- 山口由子 「幾千（せん）の涙を贈りたい」「時間（とき）のページ」（作曲）
- 山田晃士「行方」（作曲）
- 山中すみか「FLOWER MAGIC」（作曲）
- 横山知枝 「Happy Birthday」「X-BOYに気をつけて」「FOR YOU」「FOR ME」（作詞・作曲）「決心」（作曲）
- 米屋純 「水色時代」（作詞・作曲・編曲）
- 若林加奈 「PIRA★星物語」（作曲）
- 渡辺徹　「Farewell (心に海を抱きしめて）」「STOP!」（作詞・作曲）
- 渡辺まさみ 「小船のようにLoving You」「Who?」（作詞・作曲）
- La Dill「匂い立つ風」（作詞・作曲・編曲）

## 出演番組
- ラジオ
  - ミュージックランド
  - ヤング コネクション ポップアイランド（ラジオ関西）
  - オートラマときめきのウィークエンド（FM東京）[1]

## 書籍

### 単行本
- 『イノセント―箱』講談社、1983年5月10日。ISBN 978-4061474048。
- 『尾崎亜美のうちごはん』（2017年2月16日、講談社）ISBN 978-4062783606